# Ormosia ithacana
Ormosia ithacana är en tvåvingeart som beskrevs av Alexander 1929. Ormosia ithacana ingår i släktet Ormosia och familjen småharkrankar. Inga underarter finns listade i Catalogue of Life.